# Suspiria (1977)
Suspiria is een Italiaanse horrorfilm uit 1977 van de Italiaanse regisseur Dario Argento. Het verhaal is deels geïnspireerd door het boek Suspiria de Profundis van Thomas de Quincey, het vervolg op zijn boek Confessions of an English Opium-Eater. De film wordt gezien als een klassieker in het Giallo-genre en verwierf een cultstatus.
Suspiria is het eerste deel van Argento's trilogie Le Tre madri (De drie moeders) en werd gevolgd door achtereenvolgens Inferno en The Mother of Tears. Er verscheen in 2018 een gelijknamige remake die ook het verband tussen de drie antagonisten in de drie films verder toelicht.

## Verhaal
De Amerikaanse balletstudente Suzy Bannion reist naar Duitsland om zich aan te sluiten bij dansacademie Tanz. Bij aankomst 's avonds laat ziet ze studente Patricia Hingle bij de voordeur iets roepen tegen een niet zichtbaar persoon en daarna wegstormen. Een stem op de intercom vertelt Suzy dat haar komst niet staat vermeld. Ze mag daarom niet naar binnen. Terwijl ze met een taxi naar de stad gaat om een onderkomen te zoeken, ziet ze Patricia door het bos rennen.
Patricia gaat naar een vriendin en vertelt daar dat ze een verschrikkelijk geheim heeft ontdekt binnen de muren van Tanz. Nadat ze zich in de badkamer verschanst, trekt een arm haar door het raam naar buiten. Ze wordt verschillende keren gestoken met een mes en daarna met een strop om haar nek door het dakraam van het appartementencomplex gegooid. Ook haar vriendin komt om het leven door het vallende glas en puin.
Suzy keert de volgende morgen terug naar Tanz. Ze ontmoet hier lerares Miss Tanner en schoolhoofd Madame Blanc. Zij verzekeren haar ervan dat het gesloten blijven van de deur de vorige avond een vergissing was. Suzy maakt daarna kennis met medestudenten Sara en Olga. Omdat er geen kamer vrij is binnen de school, gaat ze ermee akkoord om voorlopig bij Olga te gaan wonen, in de stad. Ook wanneer er woonruimte vrijkomt binnen Tanz geeft ze aan liever buiten het schoolterrein te blijven wonen. Tijdens een dansrepetitie wordt ze echter ineens duizelig en verliest ze het bewustzijn. Wanneer ze bijkomt zijn al haar spullen verhuisd naar een kamer binnen Tanz en moet ze wel blijven. Schoolarts Verdegast vertelt haar dat bediende Pavlo haar voorlopig elke dag een glas rode wijn komt brengen om op krachten te komen.
Voor het gezamenlijke diner beginnen er op de verdieping waar de meisjes slapen maden van het plafond te vallen. Die blijken afkomstig van bedorven voedingsmiddelen op de zolder. De meisjes moeten daarom een nacht blijven slapen in een tot slaapruimte omgebouwde danszaal. Terwijl Suzy en Sara in slaap proberen te komen, zien ze een silhouet aan de andere kant van een opgehangen laken in een bed stappen. Sara denkt de vrouw die daar ligt aan haar zware ademen te herkennen als de directrice van de school. Die zou alleen een maand weg zijn.
De geleidehond van de blinde pianist Daniel reageert onrustig bij het zien van Madame Blancs neefje Albert. Later stormt Miss Tanner een oefenruimte binnen. Daniels hond zou Albert hebben gebeten. Volgens Daniel is dat onmogelijk omdat zijn hond nooit een vlieg kwaad heeft gedaan, waarop Tanner hem ontslaat. Terwijl hij naar huis loopt, voelt hij op een plein een bedreigende aanwezigheid in zijn bijzijn. Vanuit het niets vliegt zijn hond hem naar de keel en bijt hem dood.
Suzy herinnert zich dat ze Pat de woorden secret (geheim) en iris heeft zien zeggen op de avond dat ze de voordeur uitstormde. Ze vertelt dit aan Sara. Die onthult 's avonds op Suzy's slaapkamer dat zij de stem op de intercom was die avond en degene tegen wie Pat die woorden zei. Sara vertelt dat Pat zich al een tijdje vreemd en paranoïde gedroeg. Zo luisterde ze altijd aandachtig naar de voetstappen van de stafleden als ze op haar slaapkamer was. Suzy vertelt dat het haar is opgevallen dat die 's avonds niet richting de uitgang gaan, maar de andere kant op verder het gebouw in. Nadat ze plotseling het bewustzijn verliest en het licht achter haar slaapkamerdeur aan gaat, rent Sara de gang op en naar de zolder. Vluchtend voor een achtervolger belandt ze daar tussen rollen scheermesprikkeldraad en raakt ze verstrikt. De belager snijdt haar de keel door.
De volgende dag vertelt Madame Blanc Suzy dat Sara in alle vroegte is vertrokken. Suzy gelooft dit niet en maakt een afspraak met Frank Mandel, Sara's voormalige psychiater en vriend. Hij legt uit dat de dansschool is opgericht door de Griekse Helena Markos als school voor dans en occultisme. Voor zij naar Duitsland kwam, is ze verschillende landen uitgejaagd op verdenking van hekserij. Markos zou later zijn omgekomen in een brand die de school grotendeels in de as legde. Daarna werd Tanz een school puur voor dansopleidingen. Mandels collega professor Milius vult aan dat een coven vrijwel machteloos is zonder haar opperheks, die honderd keer krachtiger is dan haar volgers en de bron van al hun vermogens.
Wanneer Suzy weer op school komt, blijken alle andere studenten naar een uitvoering van het Bolsjojballet te zijn gegaan. Ze spoelt daarop haar eten en wijn weg zonder het aan te raken. Ze volgt vervolgens het geluid van voetstappen en komt uit in het kantoor van Madame Blanc. Hier blijkt achter een schildering van irissen een geheime deur te schuilen. Suzy komt zo in een geheime gang die leidt naar een kamer waarin onder anderen Miss Tanner, Madame Blanc, Pavlo en Albert zich bevinden. Ze hoort Madame Blanc gefrustreerd roepen dat 'het Amerikaanse meisje' dood moet. Wanneer Albert Suzy opmerkt, vlucht ze een andere kamer in. Hier vindt ze het lijk van Sara, met doorgesneden keel en aan een doodskist vastgespijkerde armen.
Suzy merkt op dat er nog iemand in de kamer is. Dit blijkt Helena Markos te zijn. Zij heeft zich al die tijd voorgedaan als directrice van de school. Markos realiseert zich dat ze is ontmaskerd. Ze maakt zich onzichtbaar en wekt Sara op als zombie om Suzy aan te vallen met een mes. Suzy kan Markos' contouren elke keer dat het bliksemt even zien. Ze maakt hier gebruik van door de opperheks dood te steken met een glazen pauwenveer van een kapotgevallen pauwenbeeld. Sara verdwijnt en leden van de heksenkring beginnen levend te vergaan. Suzy verlaat de dansacademie, die achter haar brandend ten onder gaat.

## Rolverdeling
- Jessica Harper: Suzy Bannion
- Stefania Casini: Sara
- Flavio Bucci: Daniel
- Alida Valli: Juffrouw Tanner
- Joan Bennett: Madame Blanc
- Miguel Bosé: Mark
- Barbara Magnolfi: Olga
- Susanna Javicoli: Sonia
- Eva Axén: Patricia "Pat" Hingle
- Rudolf Schündler: Prof. Milius
- Udo Kier: Dr. Frank Mandel
- Margherita Horowitz: Leraar
- Giuseppe Transocchi: Pavlo
- Renato Scarpa: Dokter Verdegast
- Jacopo Mariani: Albert
- Fulvio Mingozzi: Taxichauffeur
- Franca Scagnetti: Kok

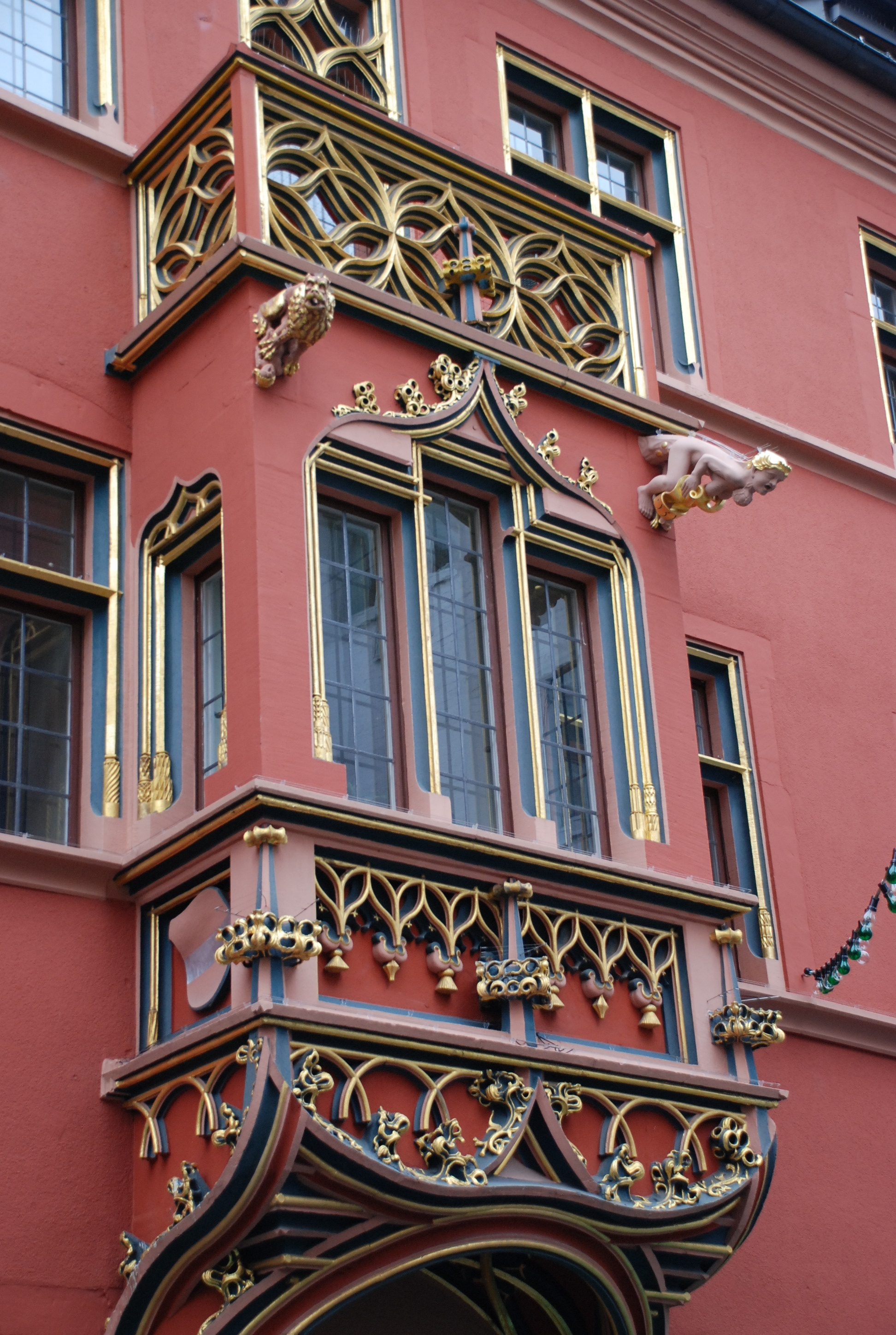
Haus zum Walfisch in Freiburg, gebouw dat als filmlocatie is gebruikt.

- Lela Svasta: Mater Suspiriorum / Helena Markos (onvermeld)
- Daria Nicolodi: Vrouw op luchthaven München / Stem Mater Suspiriorum (onvermeld)

## Muziek
De soundtrack van de film werd gecomponeerd en uitgevoerd door de Italiaanse band Goblin. Een single, "Suspiria", werd uitgebracht met aan de B-kant "Blind Concert".

## Productie
De film werd geproduceerd als een goedkope B-film, waarvan er in Italië destijds talloze werden gemaakt. Het is een experimentele film waarbij het verhaal van ondergeschikt belang is. De spanning wordt opgebouwd door vreemd camerawerk, overdadige decors, bizarre geluideffecten, zeer aanwezige muziek en ongewoon gebruik van felle primaire kleuren. De film bevat een aantal gewelddadige set-pieces.